# "باسي" بوب بروكمان
«باسي» بوب بروكمان هو منتج تسجيل ومهندس خلط أمريكي. لقد تعاون في التسجيلات مع فوجيس، نوتوريوس بي. آي. جي، كرايغ ماك، توني براكستون، بيبي فيس أوروبا الوسطى والشرقية وسيلو غرين، بريان ماكنايت، كريستينا أغيليرا، براندي، ماري جيه بليج وفيث هيل وبوب ديلان وشيريل كرو وديكسي تشيكس.
التحق بروكمان في ميامي للموسيقى ولعب البوق في "The Brooklyn Funk Essentials". من 1998 إلى 2007، إمتلك بروكمان إستوديوهات "NuMedia" في منطقة برودواي السفلى في مدينة نيويورك.

## الجوائز والتكريمات
تم ترشيح بروكمان لأكثر من 30 جائزة غرامي، وفاز مرتين: لألبوم كريستينا أغيليرا لعام 2000 «إنطباعي»، ولألبوم كيرك فرانكلين لعام 1999 «مشروع الأمة نو». تم ترشيح مزيجه من «هناك ستكون» من فيلم «بيرل هاربور» لأفضل أغنية لعام 2001 أوسكار.